# 王明旨
王明旨（1944年7月—），辽宁人，中国美术教育家，清华大学原副校长，清华大学美术学院原院长，清华大学文科资深教授，校务委员会原副主任，中国美术家协会原副主席、顾问。